# Enes Yasin Akyol
Enes Yasin Akyol (* 16. Februar 1998 in Berlin) ist ein deutschtürkischer Fußballspieler.

## Karriere

### Verein
Akyol begann mit dem Vereinsfußball in der Nachwuchsabteilung von Türkiyemspor Berlin. Anschließend spielte er in seiner Heimatstadt der Reihe nach in den Nachwuchsabteilungen der Vereine NFC Rot-Weiß Berlin und Hertha BSC.
Zur Saison 2017/18 wurde er bei der Hertha in den Kader der zweiten Mannschaft, der Hertha BSC II, aufgenommen und absolvierte für diese bis zum Saisonende 8 Regionalligaspiele.
Zur Saison 2018/19 entschied sich Akyol für eine Karriere in der Türkei und wechselte zum Zweitligisten Adanaspor. Sein Profidebüt gab er bei diesem Verein in der Pokalpartie vom 26. September 2018 gegen Şile Yıldızspor.

### Nationalmannschaft
Akyol entschied sich für eine Laufbahn bei den deutschen Jugendnationalmannschaften und startete sie 2013 mit einem Einsatz für die deutsche U-16-Nationalmannschaft.
Anschließend folgten auch Einsätze für die deutsche U-17- und U-18-Nationalmannschaft. Mit der U-17 nahm er an der U-17-Europameisterschaft 2015 und an der U-17-Weltmeisterschaft 2015 und wurde mit ihr Vize-Europameister.

## Erfolge
Mit der deutsche U-17-Nationalmannschaft
- Vize-U-17-Europameister: 2015
- Teilnehmer der U-17-Weltmeisterschaft: 2015